# Назаров, Роман Капитонович
Роман Капитонович Назаров (1905 год, Каширский уезд Московской губернии, Российская империя — 1984) — советский партийный деятель. Член Коммунистической партии с 1920 года, первый секретарь Хабаровского краевого комитета ВКП(б) в 1946 — 1949 годах.

## Биография
Роман Капитонович Назаров родился в 1905 году в Каширском уезде Московской губернии, Российская империя в семье рабочего. С детства работал по найму, а в 1917 году, в 12 лет, был отдал на обучение к портному и проработал у него около года. В 1918 году мастерская портного была закрыта, и Назаров вернулся в родную деревню, где жил до 1921 года. Только в 1921 году ему удалось устроится на работу в Москве, учеником на фабрику «Кардолента», где работал его отец. Назаров получил специальность регулировщика кардонаборных машин и проработал на фабрике почти 10 лет. В 1921 году он вступил в комсомол (РКСМ), в январе 1924 года по «Ленинскому призыву» вступил в Российскую коммунистическую партию (большевиков).
Работая на фабрике Р. К. Назаров начал активно участвовать в общественной и партийной жизни, в 1929 году был избран председателем завкома фабрики, а в 1930 году секретарём фабричного парткома.

### Партийная карьера в московской промышленности
В 1931 году Назаров был отозван с фабрики и был назначен инструктором Замоскворецкого райкома ВКП(б), а через год, в 1932 году был направлен секретарём парткома на 1-ю ситценабивную фабрику. В 1934 году секретаря парткома Назарова избрали делегатом XVII съезда ВКП(б), а затем отозвали на работу инструктором в Кировский райком ВКП(б)Москвы. В 1935 году он был рекомендован на пост секретаря парткома завода «Красный богатырь». В 1937 году Р. К. Назаров возглавил Сокольнический райком партии, а 26 июня 1938 года был избран депутатом Верховного Совета РСФСР.

### Хабаровская область
В июне 1938 года Р. К. Назаров решением ЦК ВКП(б) был направлен на работу в Дальневосточный край, где в июле был назначен заведующим отделом руководящих партийных кадров (ОРПО) Далькрайкома ВКП(б). В ноябре 1938 года пленум Хабаровского обкома ВКП(б) избрал Назарова и. о. первого секретаря Хабаровского областного комитета ВКП(б). С мая 1939 года, после упразднения Хабаровской области, он оставался 1-м секретарём Хабаровского городского комитета партии

### Хабаровский край
21 февраля 1939 года на I Хабаровской краевой партийной конференции ВКП(б) Р. К. Назаров был избран членом пленума крайкома ВКП(б), кандидатом в члены бюро крайкома и делегатом на XVIII съезд ВКП(б).
В декабре 1939 года Назаров был избран депутатом Хабаровского краевого Совета депутатов трудящихся.
В июне 1940 года Назаров был назначен секретарём Хабаровского крайкома по кадрам, а в июне 1942 года — вторым секретарём Хабаровского краевого комитета ВКП(б).
20 июня 1945 года на XIV пленуме крайкома Р. К. Назаров был утверждён в должности первого секретаря Хабаровского краевого комитета ВКП(б). На период его управления краем пришлась начавшаяся через полтора месяца война с Японией, во время которой необходимо было не только наращивать производство и убирать урожай, но и налаживать быстрое продвижение эшелонов с войсками, обеспечивать снабжение фронтов, разворачивать эвакогоспиталя. После окончания войны основными задачами стали решение проблем демобилизованных (до 1946 года в край вернулись 64 800 человек), обеспечение их жильём и работой, ускоренная перестройка работы промышленности на продукцию мирного времени.
Особое место в послевоенной истории края заняло переустройство Южного Сахалина куда крайком направил 3 600 руководящих работников и специалистов. После проведения там полной национализации и налаживания работы местной промышленности, Южно-Сахалинская область была упразднена и 2 января 1947 года объединённая Сахалинская область была выведена из состава Хабаровского края.
Уже в ноябре 1945 года по решению СНК СССР было намечено большое строительство в Комсомольске-на-Амуре, Хабаровске, Николаевске-на-Амуре, Петропавловске-Камчатском и других городах края. До 1948 года огромные средства были вложены в строительство и реконструкцию судостроительных заводов, топливно-энергетических и горнорудных предприятий, в завершение строительства комбинатов «Амурсталь» и «Хинганолово» (Хинганск), в расширение сети железных дорог. Были созданы десятки новых рыбозаводов, рыбоконсервных предприятий, рыболовецких колхозов, построены порты в Петропавловске-Камчатском и Маго, судостроительные верфи в Николаевске-на-Амуре. В 1946 году Р. К. Назаров обратился лично к возглавлявшему правительство СССР И.В. Сталину с просьбой начать строительство ТЭЦ в Хабаровске.

В апреле 1948 года на III краевой партконференции Р. К. Назаров отметил, что партийная организация выросла уже до 51 117 членов и заявил: 
Краевая партийная организация много сделала за отчётный период, но ей предстоит решать более сложные и ответственные задачи. В крае будут построены десятки новых заводов и фабрик, шахт и рудников.
1 марта 1949 года IV пленум крайкома освободил Р. К. Назарова от обязанностей первого секретаря крайкома в связи с отзывом в Москву. Назаров был утверждён слушателем курсов переподготовки при ЦК ВКП(б) (полное название курсов: «Курсы переподготовки первых секретарей обкомов, крайкомов и ЦК партий союзных республик, председателей областных, краевых исполкомов и советов министров союзных и автономных республик при ЦК ВКП(б)»).

### Вершина и конец карьеры
В 1950 году, после окончания курсов Р.К Назаров был оставлен в Москве на должности инспектора ЦК ВКП(б), однако проработал в этом качестве всего около года. В 1951 году его карьера неожиданно закончилась — Назаров был отправлен в качестве партийного организатора ЦК ВКП(б) секретарём партийного комитета ткацкой фабрики в Иваново. В 1961 году, в 56 лет, он был отправлен на пенсию.
Роман Капитонович Назаров скончался в 1984 году.